# Фиаско рынка
Фиаско рынка (провал рынка, несостоятельность рынка, изъян рынка) — рыночная ситуация, при которой равновесие на рынке не является эффективным по Парето, то есть механизм рыночного регулирования, «невидимая рука рынка», не срабатывает (например, загрязнение окружающей среды, восстановление почвы после добычи полезных ископаемых). Таким образом, «провалы» (фиаско) обычно подразумевают необходимость административного регулирования экономики и экономических отношений с целью сглаживания или устранения негативных последствий от действия рыночного механизма.

## История создания
Джон Милль в своей работе «Принципы политической экономии» от 1848 года отмечал бессилие рынка, когда рыночный механизм неэффективен: потребитель не в состоянии оценить качество услуг, в частности, в области образования.

## Определение
Фиаско рынка — равновесие на рынке, при котором рациональное поведение экономических агентов не обеспечивает достижение Парето — эффективности, аллокационную эффективность ресурсов, являясь сбоем механизма координации рынка; неэффективная рыночная аллокация ресурсов, при которой нарушено условие полноты рынка, поведение потребителей и производителей не является конкурентным или отсутствует рыночное равновесие.

## Классификация провалов рынка
Причинами провалов рынка являются:
- рыночная власть в условиях несовершенной конкуренции (в том числе монополия, монопсония и олигополия);
- недостаток и асимметрия информации;
- внешние эффекты;
- неисключаемость в случае общественных благ.

При монополии, монопсонии и олигополии равновесие устанавливается при равенстве предельного дохода и предельных издержек, причём цена превышает величину предельного дохода и предельных издержек, то есть при прочих равных условиях цена выше, чем при совершенной конкуренции, а объём выпуска меньше, чем при совершенной конкуренции; возникают чистые общественные потери.
При асимметрии информации потребитель не может влиять на производителя, отсутствует контроль за качеством предоставляемых услуг, отсутствует точная оценка качества услуг, а продавец заведомо лучше знает качественные характеристики своей продукции. Недостаток информации порождает неэффективность, блокируя взаимодействие между участниками сделки; возникают чистые общественные потери.
При наличии внешних эффектов часть выгод или издержек, полученных от какой-либо деятельности или фактором производства, достаётся посторонним лицам, что влияет на функции полезности индивидов и производственные функции предприятий; возникают чистые общественные потери.
Батор Ф. М. формирует пять видов провалов, когда Парето-эффективность нарушается при laissez-faire:
- провал существования, отсутствие констант равенства предельных норм замещения между производством и распределением;
- провал сигнала, отсутствие локального максимума прибыли каждого производителя или общего максимума прибыли каждого производителя;
- провал стимула, отсутствие неотрицательной прибыли для всех производителей;
- провал структуры, нарушение совершенной конкуренции, при которой несколько фирм эффективного масштаба, установившие максимум благосостояния при распределении ресурсов, не могут самоподдерживать выпуск и цены;
- провал принуждения, существование правовых и организационных несовершенств, ограничений учёта ресурсов и продуктов, препятствующее размещению на рынке.

## Причины возникновения
Источниками возникновения провалов рынка являются:
- угасание конкуренции из-за слияния фирм, тайных сговоров и беспощадной конкуренции, формируя только небольшое количество фирм;
- развитие технического прогресса, требующее использования большего количества реального капитала, крупных и централизованных рынков, богатых источников сырья, формируя крупномасштабных производителей;
- неспособность рыночной системы перераспределять ресурсы в соответствии с потребностями потребителей, отсюда расточительное и неэффективное производство и неравное распределение дохода;
- неумение рыночной системы учесть все выгоды и издержки, связанные с производством и потреблением определенных товаров и услуг, когда спрос и предложение не отражают все выгоды и издержки производства;
- существование потребностей в товарах и услугах, производство которых не может финансироваться индивидами через рынок, когда не учитываются общественные или коллективные потребности;
- неустойчивость механизма полной занятости и стабильности уровня цен.

Таким образом, факторами, препятствующими эффективности распределения ресурсов при совершенной конкуренции, являются:
- отсутствие механизма для оптимального распределения доходов;
- отсутствие побочных издержек и выгод, производство общественных благ;
- возникновение препятствий применения лучшей технологии, развития новой производственной техники и замедлений темпов технического прогресса;
- отсутствие дифференциации продукции и отсутствие условий создания новых продуктов.

М. Блауг добавляет, что, когда производственные функции и предпочтения экономических агентов взаимозависимы, то необходимо заменить условия оптимума Парето на правило максимизации благосостояния Пигу. В таком случае уравниваются предельные частные и предельные общественные затраты. Совершенная конкуренция не является достаточным условием оптимального распределения, так как побочные эффекты в производстве и потреблении нарушают эффективность, нарушается и условие оптимальной интенсивности использования факторов производства при фиксации рабочей недели.

## Решение проблемы фиаско рынка
Обеспечение полноты рынка позволяет преодолеть фиаско рынка с помощью: налогов и субсидий по Пигу, путем перераспределения прав собственности по Коузу и принятия специальных правил ценообразования. Данные инструменты создают новые рынки (квазирынки) и в случае сохранения свойства выпуклости набора производственных возможностей позволяют достичь эффективного распределения ресурсов.
Для преодоления несостоятельности рынка, связанного с отсутствием конкурентного поведения, используются нерыночные решения согласно теории имплементации (теории механизма стимулирования), что требует прямого государственного регулирования.
Для преодоления несостоятельности рынка, связанного с отсутствием полноты информации и асимметрии информации, предлагается создать рынок условных обязательств, фьючерсный рынок.
Вмешательство государства справляется с проблемой фиаско рынка:
В условиях ситуативной монополии (конкурентам недоступны факторы производства) государство может разделять сконцентрированные производственные мощности монополиста на основе антимонопольного законодательства, предотвращать слияние.
При естественной монополии (вхождение на рынок конкурентов влечёт потери экономии на масштабе и рост издержек, или демонополизация затруднена технически) государство регулирует доступ на рынок и аллокацию ресурсов, регулирует цены на рынке, а также непосредственно участвует в производстве в форме государственных и муниципальных предприятий, монополизируя у себя соответствующие виды деятельности.
При легальной монополии (государство наделяет исключительными правами на осуществление какой-либо деятельности с помощью лицензирования и патентования) государство регулирует доступ на рынок участников.
При асимметрии и неполноты информации государство распределяет риски между потребителями, страхуя инвестиции и вклады, контролирует производство и сбыт товаров и услуг, само участвует в производстве тех или иных товаров и услуг, финансирует сверхдолгосрочные проекты.
При отрицательных внешних эффектах (часть издержек, связанных с деятельностью или фактором производства, достаётся третьим лицам) государство проводит интернализацию внешних эффектов, запрещает и вводит систему штрафов и наказаний.
При положительных внешних эффектах (часть выгод, связанных с деятельностью или фактором производства, бесплатно достаётся третьим лицам) государство вводит систему стимулирования и субсидирования, иную государственную поддержку для дополнительного производства общественных благ.
Каушик Басу отмечает, что в условиях глобализации преодоление провалов рынка возможно только при видимой руке государства, чтобы остановить рыночные операции как при экстерналиях, так и при запрете договоров, обменов и торговли, совершаемых добровольно и без последствий для третьих лиц при соблюдении этических принципов.